# لودوفيت كلاين
لودوفيت كلاين (مواليد 22 فبراير 1995) هو مُقاتل فنون قتالية مختلطة سلوفاكي.

## وصلات خارجية
- لودوفيت كلاين على موقع يو إف سي (الإنجليزية)
- لودوفيت كلاين على موقع شيردوغ (الإنجليزية)
- لودوفيت كلاين على موقع Tapology.com (الإنجليزية)
- لودوفيت كلاين على موقع إي إس بي إن (الإنجليزية)
- لودوفيت كلاين على موقع IMDb (الإنجليزية)